# Sämtjärnen
Sämtjärnen är en sjö i Sollefteå kommun i Ångermanland och ingår i Indalsälvens huvudavrinningsområde. Sjön har en area på 0,16 kvadratkilometer och ligger 482,1 meter över havet. Sjön avvattnas av vattendraget Hälan (Lövåsån).

## Delavrinningsområde
Sämtjärnen ingår i det delavrinningsområde (702310-152470) som SMHI kallar för Ovan Lillån. Medelhöjden är 404 meter över havet och ytan är 46,04 kvadratkilometer. Det finns inga avrinningsområden uppströms utan avrinningsområdet är högsta punkten. Hälan (Lövåsån) som avvattnar avrinningsområdet har biflödesordning 2, vilket innebär att vattnet flödar genom totalt 2 vattendrag innan det når havet efter 135 kilometer. Avrinningsområdet består mestadels av skog (73 procent) och sankmarker (16 procent). Avrinningsområdet har 0,44 kvadratkilometer vattenytor vilket ger det en sjöprocent på 1 procent.